# أحمد المنتشري
أحمد المنتشري (بالإنجليزية: Ahmed Al-Montasheri)‏؛ مواليد 3 ديسمبر 1998 في جدة، السعودية، هو لاعب كرة قدم سعودي لعب سابقاً للاتحاد.

## وصلات خارجية
- أحمد المنتشري